# Anthogorgia grandiflora
Anthogorgia grandiflora är en korallart som beskrevs av Kükenthal 1924. Anthogorgia grandiflora ingår i släktet Anthogorgia och familjen Acanthogorgiidae. Inga underarter finns listade i Catalogue of Life.